# Mütterlein
 (juin 2023).
Mütterlein est un projet solo français de dark wave et dark folk, originaire de Bretagne. Le projet est formé en 2014 par l'artiste Marion Leclercq.

## Histoire
Le projet est né après le départ de Marion Leclercq du groupe de post-hardcore lyonnais Overmars. Alors qu'elle souhaitait arrêter complètement la musique elle entame deux projets qui ne durent pas, puis finalement elle décide de travailler avec Christophe Chavanon qui possède le studio Kerwax en Bretagne. Mütterlein est fondé en 2014. Le nom du projet est une référence au morceau de Nico issu de l'album Desertshore qui traite du deuil impossible du lien maternel.
Le 25 février 2016 sort le premier EP de Mütterlein, Orphans of the Black Sun sur le label Sundust Records, créé par Vindsval de Blut Aus Nord et Phil de Debemur Morti. Il s'agit même de la première sortie du label. Le 22 avril sort l'album Orphans of the Black Sun sur Sundust Records. Sur la pochette on peut voir Marion Leclercq tenant une serpette, qui deviendra emblématique du projet. L'objet a été sélectionné en partie parce qu'elle ne se sentait pas de se mettre aussi frontalement en avant sur la jaquette de l'album, et le fait d'avoir cet outil lui permettait de se mettre en confiance.
En 2020, Mütterlein est invité par Guillaume Galaup de Limbes (anciennement Blurr Thrower) a créé un morceau miroir au titre Vérité, ce qui donne naissance à Liars Wankers. Le split album Limbes | Mütterlein sort le 6 août 2021 sur le label Les acteurs de l'ombre Productions. Marion Leclercq révèle dans une interview que Guillaume Galaup et elle ne s'étaient jamais rencontrés et n'avaient jamais discuté avant qu'il ne décide de la contacter pour lui faire cette proposition. Le 30 décembre 2021 sort le deuxième album Bring Down the Flags sur le label Debemur Morti Productions. En 2022, Mütterlein participe au morceau Heart du groupe de post-hardcore français Membranes.

## Discographie

### Albums studio
- 2016 : Orphans of the Black Sun
- 2022 : Bring Down the Flags

### Singles et EP
- 2016 : Orphans of the Black Sun
- 2021 : Limbes, Mütterlein - Limbes | Mütterlein